# Rossend Palmada i Teixidor
Rossend Palmada i Teixidor (Banyoles, 30 de juliol del 1893 – 14 d'agost del 1988) va ser un compositor de sardanes i teòric musical.

## Biografia
Fill del compositor i instrumentista de cobla Joaquim Palmada i Butinyà, de qui rebé les primeres lliçons de música. S'estrenà com a músic als tretze anys, com a flabiolaire i violinista de la cobla de son pare, Els Juncans; per a l'ocasió, aquest li va dedicar la sardana La primerenca, obligada per a dos flabiols, que interpretaren ells dos. Dos anys més tard en Rossend es lluí en una sèrie de concerts amb Els Juncans al Palau de Belles Arts de Barcelona.
En desfer-se la cobla, el 1917, en Rossend cercà feina d'administratiu i, a l'any següent aconseguí la plaça d'oficial de secretaria de l'ajuntament de Banyoles. Estudià Dret Administratiu i Ciències Exactes i això li permeté d'ocupar diversos càrrecs en l'administració local. El 1945 ingressà en el Cos de Secretaris i Interventors Municipals. Fou interventor de l'Ajuntament de les Borges Blanques i, posteriorment, interventor municipal al de Banyoles, càrrec que ocupà fins a la jubilació el 1963.
Malgrat abandonar la feina d'instrumentista, tota la seva vida salvà de l'oblit i promogué activitats folklòriques de diversa mena, com la recuperació del Ball del Tortell d'Esponellà. Des del seu despatx col·laborà a fomentar i organitzar concerts, certàmens i concursos, com el concurs de sardanes per a cobla dels anys 1920 al 1923 i 1931; també contribuí al nomenament de Banyoles com a Ciutat pubilla de la sardana el 1965. A banda, fou autor d'estudis sobre folklore, història de la sardana, i el dodecafonisme.
Compongué una seixantena de sardanes, una vintena abans del 1923, i la resta després de la Guerra Civil. El 1947, el mestre Vicenç Bou dedicà la sardana Maria Carme, encís de nina a l'esposa del seu fill Albert Palmada, Maria Carme Roura.
El 1993, l'Ajuntament de Banyoles, el Foment de la Sardana, l'Esbart Fontcoberta i les comissions de festes del barri del Terme i del Barri de Sant Martirià li dedicaren un homenatge i afixaren una placa commemorativa a la casa on havia viscut. L'Obra del Ballet Popular li dedicà el Premi Vicenç Bou el 1970. El 1990, en el marc dels Premis Ceret-Banyoles, es convocà un Premi Rossend Palmada de composició de sardanes, que guanyà en Joan Lluís Moraleda.

## Obres
- Harmonitzacions per a cobla de ballets tradicionals

### Sardanes (selecció)
- A la meva filla Carme (1940), dedicada a la seva filla Carme Palmada i Teixidor
- A Margalida (1969)
- Aires de la rodalia (1969)
- Albada (1917 per a piano; instrumentada el 1983 per a cobla)
- L'alegre Angelina, dedicada a Àngela Planadevall i Pi
- L'aplec de Sant Ferriol (1943)
- Banyoles sardanista (1981)
- El Barri de Sant Martirià (1961) dedicada al barri del carrer de Sant Martirià de Banyoles
- Cançons muntanyenques (1909)
- Cantem i ballem (1942)
- Carme riallera (1966), a la seva neta Carme Palmada i Roura
- Començant la tasca (1909), possiblement la seva primera composició
- L'encant de Palera (1978), també anomenada Palera
- Festa a les Illes (1962)
- Finesa d'amor (estrenada per la cobla la principal de Banyoles en les festes de Sant Martirià de l'any 1955)
- Imma (1962), dedicada la seva neta Imma Palmada Roura
- La fira de la mel (1972), dedicada a la fira que es fa a la vila de Crespià (pla de l'Estany)
- La font del Rei (1972)
- La font del Vilar (1980)
- Gener (1948), dedicada al seu pare
- Joguetona (1915). Composta com a obra a interpretar per a un concurs de cobles, podria ser una de les primeres sardanes obligades per a cobla
- El llac de plata (1968)
- Lliris i clavells (1955)
- Mare (1974), lletra del mateix compositor
- Matinejant (1976)
- Moixaines (1968)
- Montserrat en festes (1971), premi Sardana de l'ofrena
- Muntanyes de Ceret (1964)
- La nostra Judith (1973), dedicada a la seva neta Judith Palmada Roura
- Nova estrella (1909)
- Nova garlanda (1971)
- Núvols d'or (sobre el llac) (1958)
- La petita Josefina (1965), a la seva neta Josefina Planadevall i Palmada. Estrenada en la sessió matinal del dia de la sardana, per la cobla Costa Brava de Palafrugell, en la qual Banyoles fou honorada amb el títol de ciutat pubilla.
- Els Pinetons (1949), dedicada a l'aplec de Cardedeu
- La poma d'or (1967)
- El pomeró (1944)
- Records de Banyoles (1923), obligada de tenora, dedicada al seu germà Joaquim. A aquest mateix, el compositor Tomàs Gil i Membrado li dedicà el 1982 la sardana Preuada.
- Roda d'amor (1967)
- Rosa gentil (1947)
- Roses de jardí (1958), obligada de tible, reescrita el 1988 com a Roses del jardí del Terme. Dedicada a la secció sardanista de Torelló l'any 1959
- Sant Pere Sallavinera (1982), darrera sardana
- La sardana del Tortell (1939), sardana curta
- Setembre (1975)
- Tot sospirant (1916)
- Vilanova de la Muga (1955), lletra d'Antoni Vives i Batlle, dedicada a la vila del mateix nom. Aquesta sardana es va interpretar, en part, en els Jocs Olímpics de Sidney (2000)

- Sardanes revesses: El cotiró, Desori (1950), Enginys de fada (1948), Fent palletes, Misteriosa, Tot segant (1949)[3]